# Chrysendeton romanalis
Chrysendeton romanalis is een vlinder uit de familie van de grasmotten (Crambidae), uit de onderfamilie van de Acentropinae. De wetenschappelijke naam van deze soort is voor het eerst gepubliceerd in 1896 door Herbert Druce.
De soort komt voor in Mexico en Honduras.